# Kollegiatstift Mattighofen

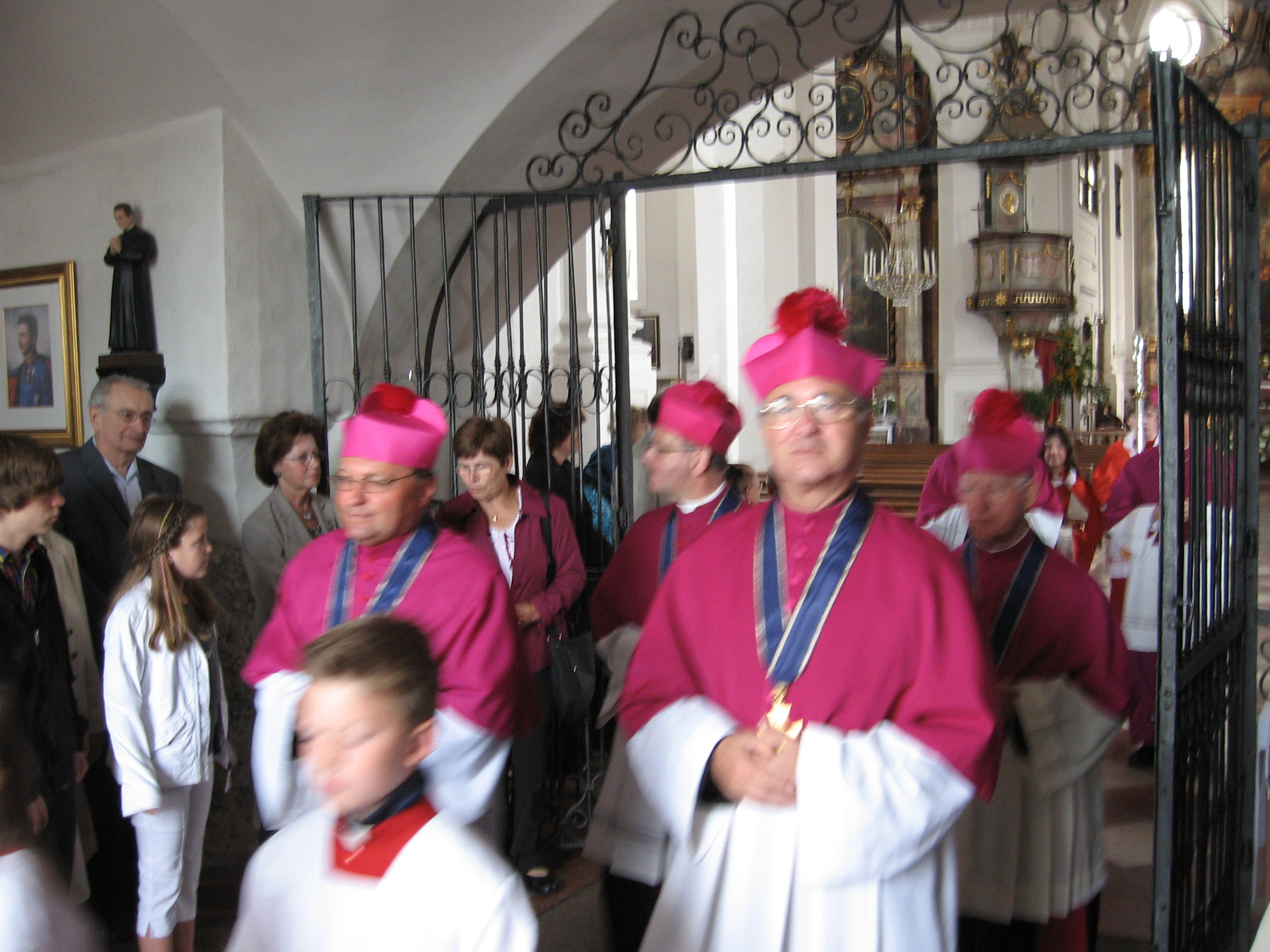
Mitglieder des Kollegiatstifts Mattighofen

Das Kollegiatstift Mattighofen ist ein mit Unterbrechungen seit 1438 bestehendes Kollegiatstift in der Stadtgemeinde Mattighofen im Bezirk Braunau am Inn in Oberösterreich, dem u. a. die Betreuung der Pfarrkirche Mattighofen anvertraut ist.

## Geschichte

### Gründung

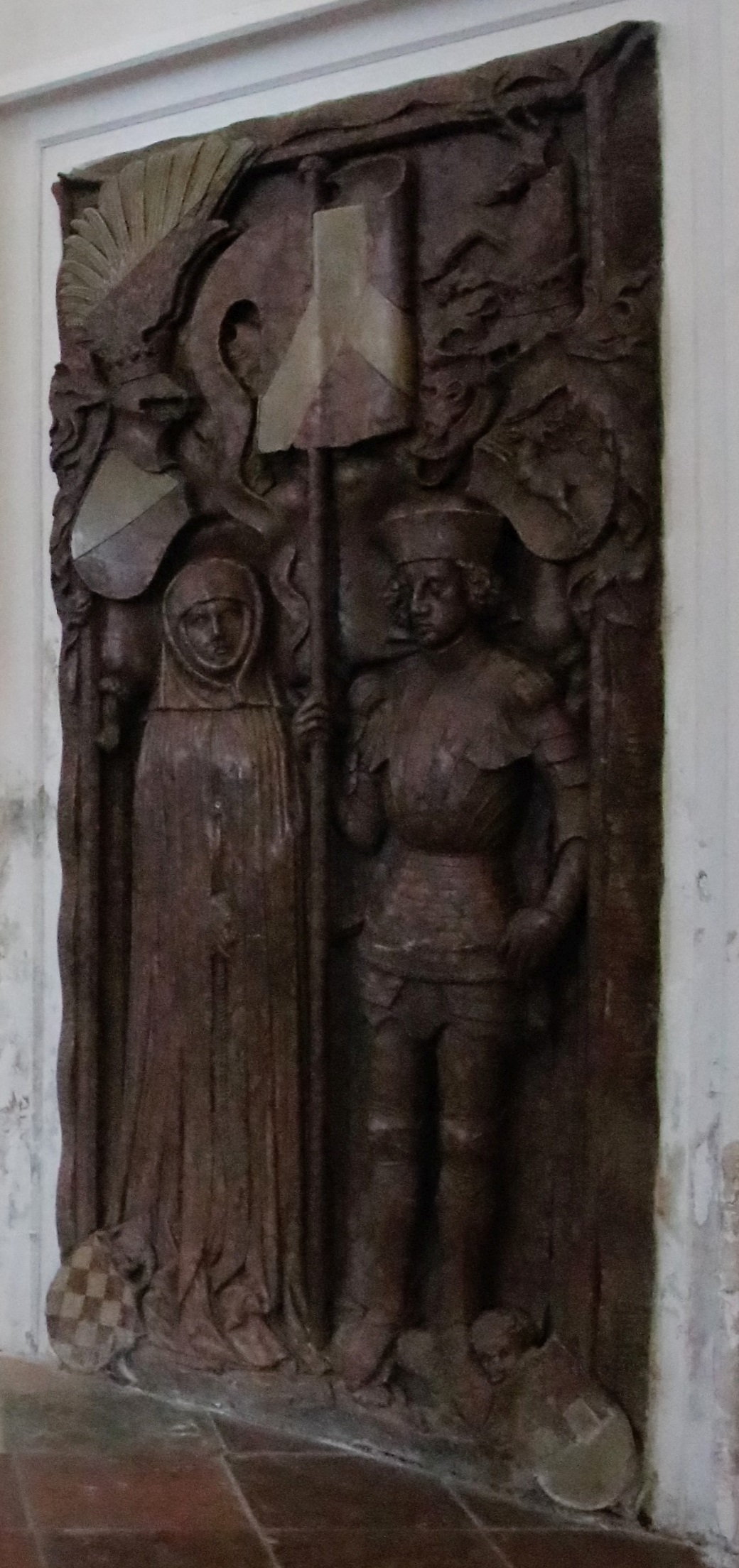
Pfarrkirche Mattighofen: Grabstein des Stifterehepaares Hans Kuchler und Katharina von Kraig

Anfang des 15. Jahrhunderts fassten die Brüder Konrad und Hans Kuchler, Inhaber der Herrschaften Friedburg und Mattighofen, den Entschluss, beim Aussterben des Kuchler'schen Mannesstammes bei ihrer Familiengrablege in Mattighofen ein Kollegiatstift mit einem Dechant und zunächst vier Chorherren zu errichten. Die erste Gottesdienststiftung erfolgte 1432, doch verstarb Konrad Kuchler wenig später. Da keine Erben vorhanden waren, wurde der Plan von seinem Bruder Hans und dessen Frau Katharina von Kraig in die Tat umgesetzt.
Am 29. November 1438 unterzeichnete der Bischof von Passau, Leonhard von Laiming, den Stiftungsbrief. Das Kollegium bestand aus acht weltlichen Chorherren, allesamt Priester, die unter der Leitung eines Dechanten standen. Zum ersten Dechanten Mattighofens wurde Friedrich Peterlechner (1439–1457) ernannt, der damalige Kanonikus von Mattsee und Pfarrer von Pischelsdorf. Für die Ordnung und Besetzung des Kollegiums war anfänglich das Kollegiatstift Spital am Phyrn verantwortlich. Diese Stiftung in Mattighofen wurde unter anderem von den Päpsten Nikolaus V. und Pius II. bestätigt. Nach dem Aussterben der Kuchler ging die weltliche Oberaufsicht über das Kollegium in Mattighofen an die Wittelsbacher als Herzöge von Niederbayern in Landshut.

### Reformationszeit
Durch zum Teil unfähige Leitung kam es jedoch bald zu einem Niedergang des Kollegiatstifts Mattighofen und Besitzungen, die man von den Gründern geerbt hatte, mussten veräußert werden. In der Reformationszeit wurden für das Kollegiatstift Mattighofen überhaupt keine neuen Kanoniker mehr ernannt und die Anlage sollte in ein Jesuitenkonvent umgewandelt werden.
Kurfürst Maximilian Emanuel von Bayern, unter dessen Oberaufsicht das Stift stand, holte sich daraufhin von Papst Innozenz XI. und dem Fürstbischof von Passau, Johann Philipp von Lamberg, die Genehmigung, das Stift zu einer Propstei umzuwandeln. Im Jahre 1685 wurde mit Johann Friedrich Ignaz Graf von Preysing der erste Stiftspropst mit Ring und Kapitelkreuz am Bande feierlich investiert.

### Propstei ab 1685
Nach der Ernennung des ersten Stiftspropstes von Mattighofen im Jahre 1685 gab es in Mattighofen zwar wieder Säkularkanoniker, doch konnte auch die neue Organisationsform nicht dauerhaft den Bestand einer Priestergemeinschaft in Mattighofen sichern.
Durch den Frieden von Teschen im Jahre 1779 kamen das Kollegiatstift und der Markt Mattighofen als Teil des Innviertels zu Österreich, 1784 wurde das Gebiet vom Bistum Passau getrennt und der Diözese Linz unterstellt.
Im Jahre 1864 verlieh Papst Pius IX. den Stiftspröpsten das Recht zum Gebrauch der Pontifikalien, doch unterschied sich das tägliche Leben der meisten Pröpste von Mattighofen auch in der Folgezeit – eben mangels einer größeren vor Ort ansässigen geistlichen Gemeinschaft – kaum von der Tätigkeit eines Pfarrers in einer normalen Pfarre.
1983 wurde Walter Plettenbauer zum Pfarrer von Mattighofen und Stiftspropst ernannt, doch lebte auch er allein in den Stiftsgebäuden und das Kollegiatstift bestand zu dieser Zeit nur mehr kirchenrechtlich.

### Erneuerung 2008
2008 erhielt das Kollegiatstift Mattighofen durch den Bischof von Linz Ludwig Schwarz ein neues Statut. Dem Stiftskapitel gehören jetzt 10 Kanoniker an: der Propst, fünf Kapitularkanoniker und vier Ehrenkanoniker.
Am 31. Oktober 2008 fand unter der Leitung von Bischof Ludwig Schwarz ein Pontifikalamt statt, in dem zusätzlich zu Stiftspropst Walter Plettenbauer die ersten beiden neuen Kapitularkanoniker und Walter Brugger, der seine Dissertation über das Stift geschrieben hatte, zum ersten neuen Ehrenkanonikus ernannt wurden.

## Bauliche Anlage

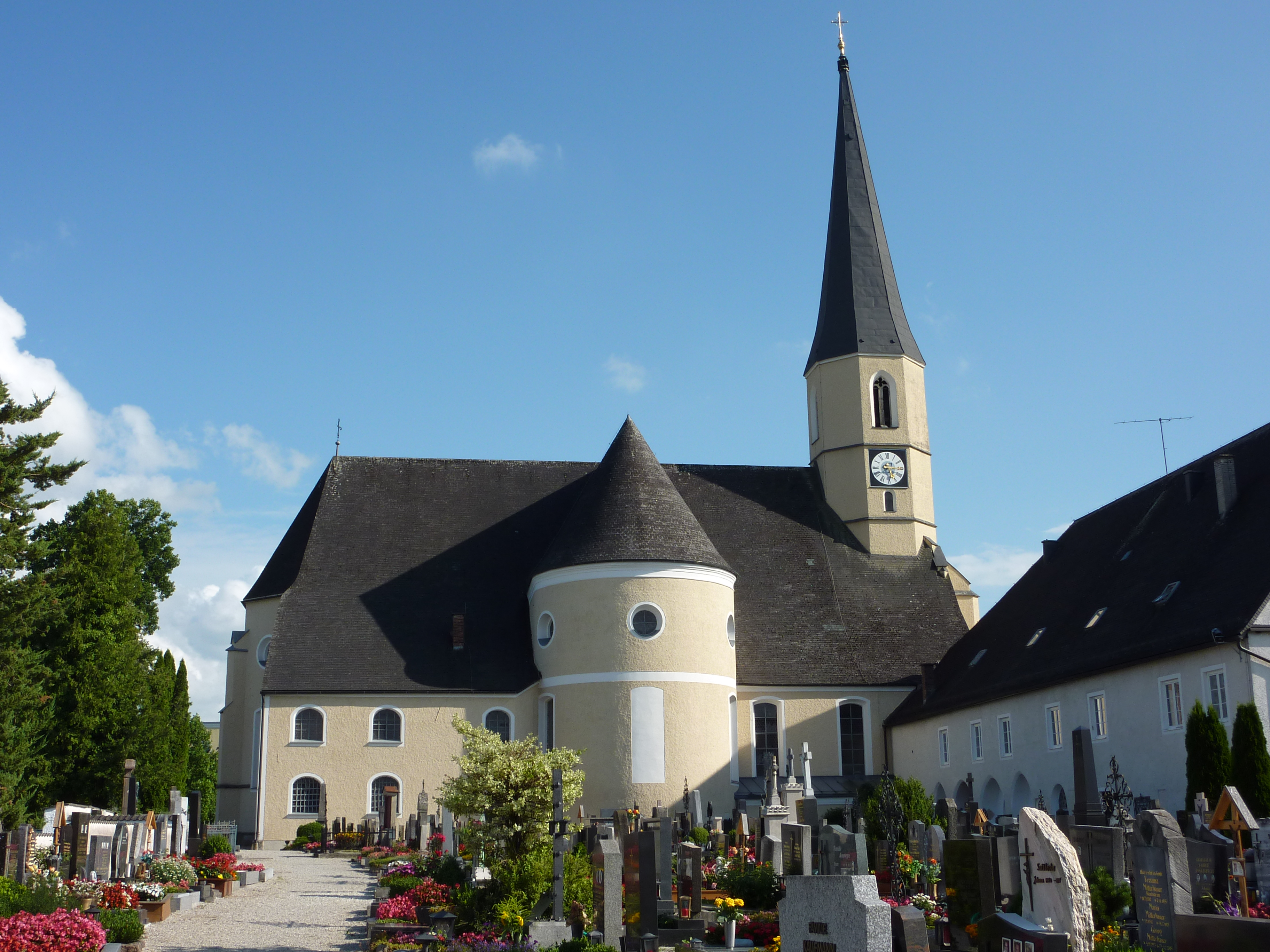
Pfarrkirche Mattighofen

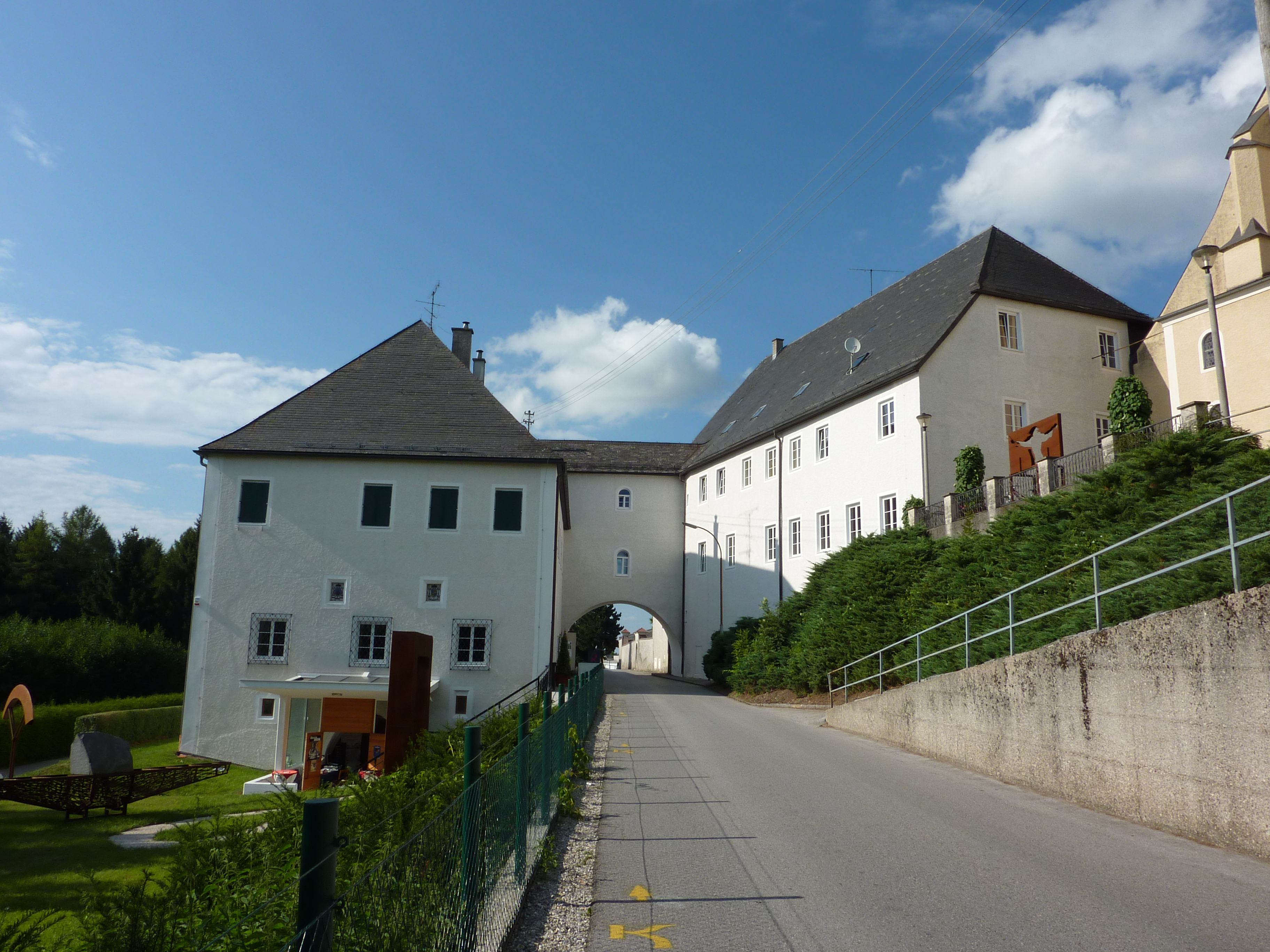
Propsteigebäude in Mattighofen

Die baulichen Anlagen des Kollegiatstifts Mattighofen entstanden zwischen 1440 und 1450. Sie umfassen die Stifts- und Propsteipfarrkirche einerseits sowie das Propsteigebäude mit dem heutigen Pfarrhof andererseits, die westlich an die Kirche angebaut sind und heute die Hausnummern Stadtplatz 2 und Römerstraße 12 tragen. Als Verbindungsglied zwischen der Kirche und der Behausung der Stiftsbewohner diente ursprünglich ein Kreuzgang. Die erwähnten beiden Gebäude westlich der Kirche sind durch einen zweistöckigen Übergang miteinander verbunden, welcher die Römerstraße überspannt. Die Bauten des Kollegiatstifts stehen unter Denkmalschutz.

### Stiftskirche
Die Stifts- und Propsteikirche ist der Himmelfahrt Mariens geweiht und dient als Pfarrkirche der Pfarre Mattighofen.

### Stiftsgebäude
Unter dem Propsteigebäude ist ein Raum aus der Gründungszeit des Stiftes erhalten, welcher durch sein schönes gotisches Gewölbe besticht und im Volksmund „Krypta“ genannt wird.
Der ursprüngliche Verwendungszweck dieses Gewölbes ist unbekannt, es wird aber davon ausgegangen, dass es sich entweder um ein Dormitorium oder Refektorium der Kanoniker gehandelt hat. Auch eine Verwendung als Vorratslager ist nicht auszuschließen. Vor der Oberösterreichischen Landesausstellung 2012 wurde er renoviert und dient nun als Veranstaltungsstätte.

## Angehörige des Stifts

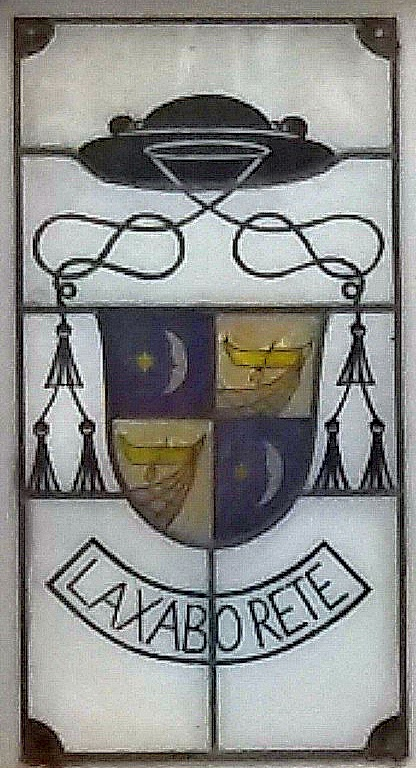
Wappen von Propst Walter Plettenbauer als Kanonikus (d. h. Mitglied des Stiftskapitels von Mattighofen) vor seiner Ernennung zum Monsignore

Nach dem Statut von 2008 hat das Stiftskapitel von Mattighofen zehn Kanoniker zu umfassen: den Propst, fünf Kapitularkanoniker sowie vier Ehrenkanoniker.
Die Mitglieder des Stiftskapitels tragen das Kapitelkreuz am blauen, weißgeränderten Band, eine schwarze Soutane mit violetten Knöpfen und Nähten sowie als Kopfbedeckung ein violettes Birett.

### Pröpste von Mattighofen
- 1772–1777: Karl Freiherr von Vöhlin
- 1777–1787: Franz Xaver von Mutschelle
- 1891–1892: August Heilmann
- 1905–1920: Ernest Lanninger († 1920)
- 1920–1957: Engelbert Baischer († 1957)
- 1957–1960: Johann Lohninger († 1960)
- 1960–1982: Berthold Peßl († 2001)
- 1983–2024: Walter Plettenbauer (* 1950)
- Seit 2024: Leon Sireisky (* 1952)

### Stiftskapitel (Stand 2024)
1. Propst: Leon Sireisky, GR, Pfarrer von Mattighofen, Pfarradministrator von Pischelsdorf[4]
2. Propst emeritus: Monsignore Walter Plettenbauer, Kurat im Dekanat Mattighofen[5]

1. Kapitularkanoniker:
  1. Johann Enichlmayr, KsR, emeritierter Dechant, Herausgeber der Zeitschrift „Neuevangelisierung“
  2. Marek Michalowski, Pfarrer von Friedburg, Pfarradministrator von Lengau und Schneegattern
  3. Monsignore Ewald Kiener, KsR, Grabesritter-Prior, emeritierter Dekan der Militärdiözese
  4. Robert Neumann, Priester der Erzdiözese Wien, verbrachte in Mattighofen seine Hauptschulzeit
2. Ehrenkanoniker:
  1. Prälat Walter Brugger, Priester der Erzdiözese München-Freising, Kurat der Wieskirche zu Freising
  2. Monsignore Stefan Hofer, KsR, emeritierter Dechant und Stadtpfarrer von Braunau
  3. Marek Duda, Pfarrer von Emmersdorf (diese Pfarre war dem Kollegiatstift Mattighofen bis ins 16. Jh. als „Weinpfarre“ inkorporiert)
  4. Jozef Pawula, Pfarrer von Kirchberg bei M., Palting und Auerbach

### Verstorbene Mitglieder
- Karl Wanka (1933–2014), GR, Seelsorger in St. Marienkirchen bei Schärding, Obertraun, Freinberg und Mattighofen. Er wohnte seit 1989 im Kollegiatstift Mattighofen, 2008 zum Kapitularkanonikus bestellt.[6]
- Walter Heinzl (1941–2018), KsR, emeritierter  Superior der Militärdiözese, Pfarradministrator von Niederneukirchen und Kurat in Enns-St. Laurenz, Ehrenkanonikus des Kollegiatstiftes Mattighofen seit 2009, Kapitularkanonikus des Kollegiatstiftes Mattighofen seit 2015.[7]